# Николас Хисл (Оклахома)
Николас Хисл (енгл. Nichols Hills) град је у америчкој савезној држави Оклахома.

## Демографија
По попису из 2010. године број становника је 3.710, што је 346 (-8,5%) становника мање него 2000. године.
| Група             | 2000.         | 2010.         |
| Белци             | 3.764 (92,8%) | 3.416 (92,1%) |
| Афроамериканци    | 17 (0,4%)     | 23 (0,6%)     |
| Азијати           | 79 (1,9%)     | 74 (2,0%)     |
| Хиспаноамериканци | 55 (1,4%)     | 55 (1,5%)     |
| Укупно            | 4.056         | 3.710         |